# Каган, Хелена

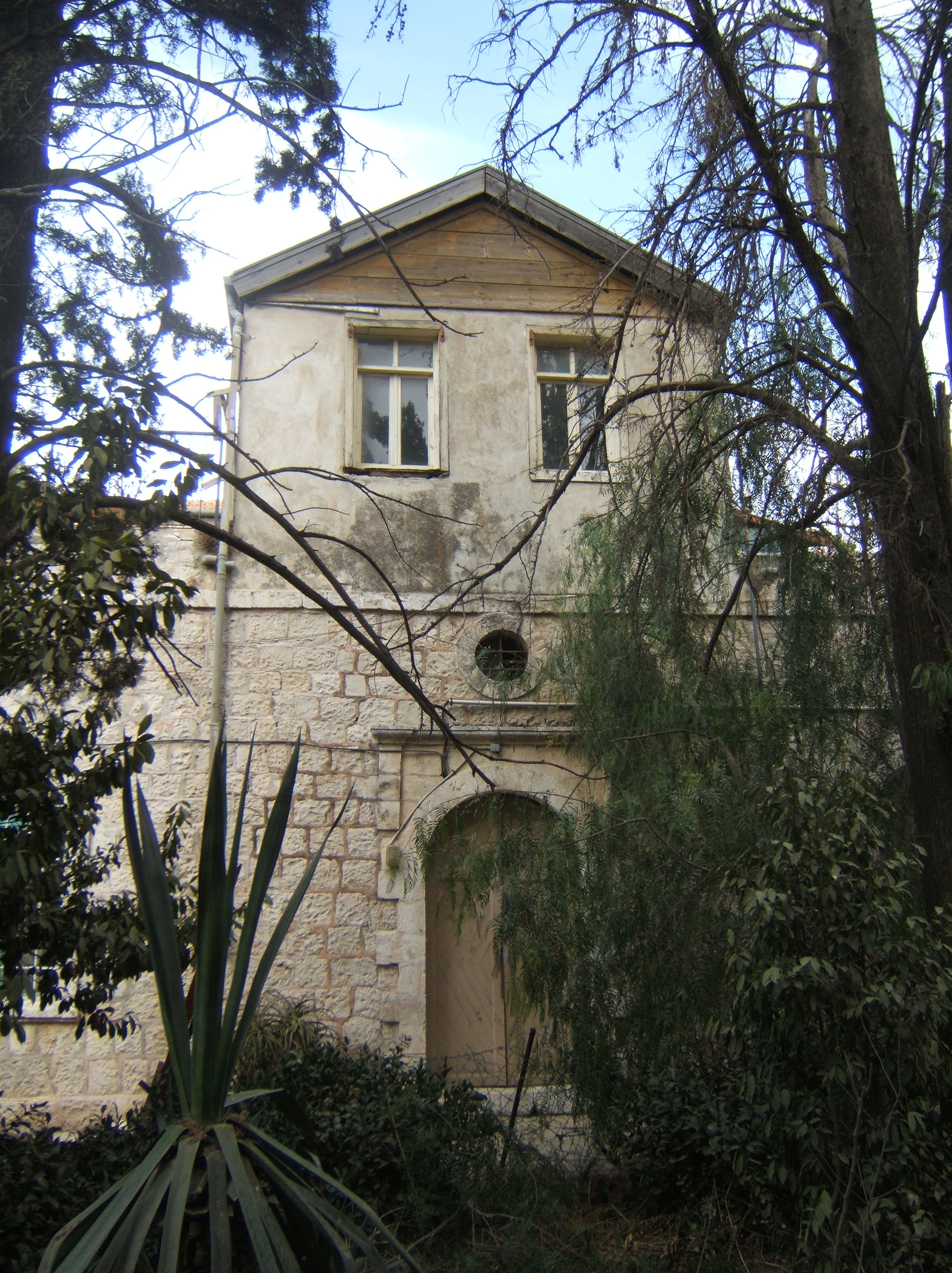
Дом Хелены Каган, Улица Пророков, Иерусалим

Хелена Каган (ивр. הלנה כגן‎, 25 сентября 1889, Ташкент — возможно 24 сентября 1978, Иерусалим) — врач, израильский пионер педиатрии, работала в Иерусалиме. Она отвечала за развитие здравоохранения в Израиле. Работая под эгидой организации «Хадасса», она лечила поколения местных детей независимо от религиозной принадлежности их родителей.

## Биография
Хелена Каган родилась в Ташкенте (ныне Узбекистан), в семье Моше и Мириам Каган, еврейской пары из Риги. У них также был сын по имени Ноах. Когда её отец, инженер, отказался принять христианство, он потерял работу. Однако родителям удалось оплатить обучение в школе Елены и её старшего брата, и они окончили школу в 1905 году.
Каган изучала фортепиано в Бернской консерватории Musikschule и медицину в Бернском университете, который окончила в 1910 году и специализировалась в Берне по специальности педиатр.
В 1936 году Каган вышла замуж за Эмиля Хаузера, скрипача, который был участником Будапештского струнного квартета и основал Иерусалимскую академию музыки и танца. Каган умерла бездетной 22 августа 1978 года.

## Карьера в медицине
Весной 1914 года Каган переехала в Иерусалим. Не имея возможности получить лицензию на медицинскую практику, решила открыть у себя дома клинику, обучая молодых арабских и еврейских женщин акушерству и сестринскому делу.
В 1916 году, после того как последние два врача-мужчины, сыгравшие решающую роль в сдерживании эпидемии холеры, были изгнаны из города османскими властями, Каган получила почётную лицензию и начала работать в небольшой детской больнице, став первым педиатром в стране и единственной женщиной-врачом в Османской империи, руководившей больницей в качестве главы педиатрического отделения до 1925 года. После этого она начала работать в 1925 году в Доме младенцев для арабских детей в Старом городе Иерусалима, где до 1948 года занимала должность медицинского директора. Кроме того, она была одним из основателей Гистадрут Нашим Ивриот (Еврейская женская организация), которая стала местным отделением WIZO.
Каган основала Израильскую ассоциацию педиатров в 1927 году. В том же году она открыла приют для бездомных детей и медицинский центр в Старом городе Иерусалима для работающих матерей, предшественник тех, которые сегодня известны как Типат Халав. В 1936 году она основала педиатрическое отделение больницы Бикур-Холим в Иерусалиме, которое возглавляла до 1975 года. В 1947 году она была избрана членом попечительского совета Еврейского университета, а в 1965 году стала заместителем председателя Совета.

## Награды и признание
Хелена была удостоена Премии Израиля в 1975 году за особый вклад в развитие общества и государства. Педиатрическое отделение больницы Бикур-Холим и общественный центр в Катамониме, Иерусалим, носят её имя с 1962 и 1968 года соответственно. В более поздние годы Каган работала советником в Министерстве здравоохранения, продолжая заниматься педиатрическим консультированием дома.